# Òrbita terrestre mitjana
Una Òrbita terrestre mitjana (MEO, de l'anglès Medium Earth Orbit) és una òrbita de satèl·lits artificials centrada a la Terra amb una altitud per sobre d'una òrbita terrestre baixa (LEO) i per sota d'una òrbita terrestre alta (HEO), entre 2.000 km i 35.786 km sobre el nivell del mar.

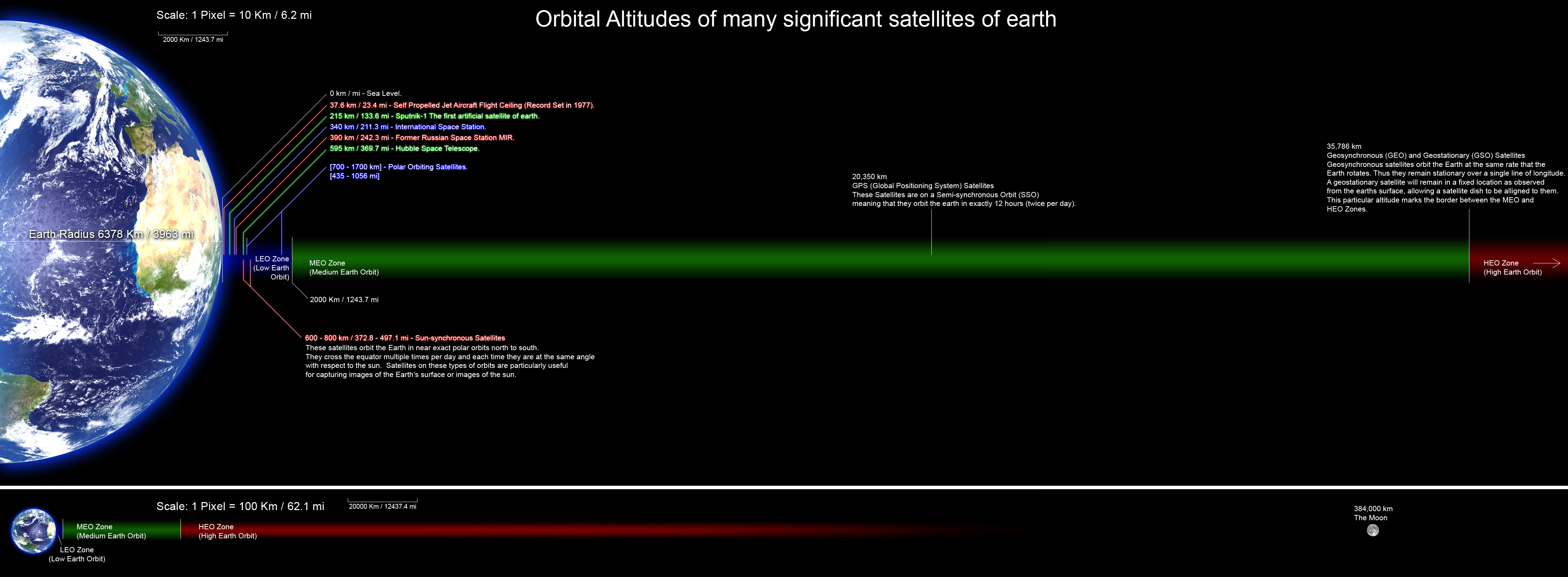
Diagrama a escala d'òrbita terrestre baixa, mitjana i alta

El límit entre MEO i LEO és una altitud arbitrària escollida per convenció acceptada, mentre que el límit entre MEO i HEO és l'altitud particular d'una òrbita geosíncrona, en la qual un satèl·lit triga 24 hores a donar la volta a la Terra, el mateix període que la pròpia rotació de la Terra.. Tots els satèl·lits a MEO tenen un període orbital de menys de 24 hores, amb el període mínim (per a una òrbita circular a l'altitud MEO més baixa) d'unes 2 hores.
Els satèl·lits en òrbites MEO es veuen pertorbats per la pressió de la radiació solar, que és la força pertorbadora no gravitatòria dominant. Altres forces pertorbadores inclouen: l'albedo de la Terra, l'empenta de l'antena de navegació i els efectes tèrmics relacionats amb la re-radiació de calor.
La regió MEO inclou les dues zones de partícules carregades d'energia per sobre de l'equador conegudes com els cinturons de radiació de Van Allen, que poden danyar els sistemes electrònics dels satèl·lits sense un blindatge especial.
Una òrbita terrestre mitjana de vegades s'anomena òrbita terrestre mitjana[1] o òrbita circular intermèdia (ICO).

## Ús de MEO
Dues òrbites terrestres mitjanes són especialment significatives. Un satèl·lit en òrbita semisincrònica a una altitud d'aproximadament 20.200 quilòmetres té un període orbital de 12 hores i passa per sobre dels mateixos dos punts de l'equador cada dia. Aquesta òrbita predictible de manera fiable és utilitzada per la constel·lació del Sistema de Posicionament Global (GPS). Altres sistemes de navegació per satèl·lit utilitzen òrbites terrestres mitjanes similars, com ara GLONASS (amb una altitud de 19.100 quilòmetres), Galileo (amb una altitud de 23.222 quilòmetres) i BeiDou (amb una altitud de 21.528 quilòmetres).
L'Òrbita Mólnia té una alta inclinació de 63,4° i una alta excentricitat de 0,722 amb un període de 12 hores, de manera que un satèl·lit passa la major part de la seva òrbita per sobre de l'àrea escollida en latituds altes. Aquesta òrbita va ser utilitzada pels satèl·lits nord-americans Sirius Satellite Radio i XM Satellite Radio (ara desapareguts) i els satèl·lits de comunicacions militars russos Molniya, pels quals rep el nom.
Els satèl·lits de comunicacions de MEO inclouen les constel·lacions O3b i les properes O3b mPOWER per a telecomunicacions i backhaul de dades a ubicacions marítimes, aeronaus i remotes (amb una altitud de 8.063 quilòmetres).
Els satèl·lits de comunicacions per cobrir el pol nord i sud també es posen a MEO.
Telstar 1, un satèl·lit de comunicacions experimental llançat el 1962, va orbitar en MEO.